# Kālindi River
Kālindi River är ett vattendrag i Bangladesh. Det ligger i den södra delen av landet, 220 km sydväst om huvudstaden Dhaka.
Trakten runt Kālindi River består huvudsakligen av våtmarker. Runt Kālindi River är det ganska tätbefolkat, med 214 invånare per kvadratkilometer.